# Карел Герман Аарт ван дер Вейк
Карел Герман Аарт ван дер Вейк (нід. Carel Herman Aart van der Wijck; 23 березня 1840 — 8 липня 1914) — нідерландський політичний діяч, сенатор, п'ятдесят третій генерал-губернатор Голландської Ост-Індії.

## Галерея

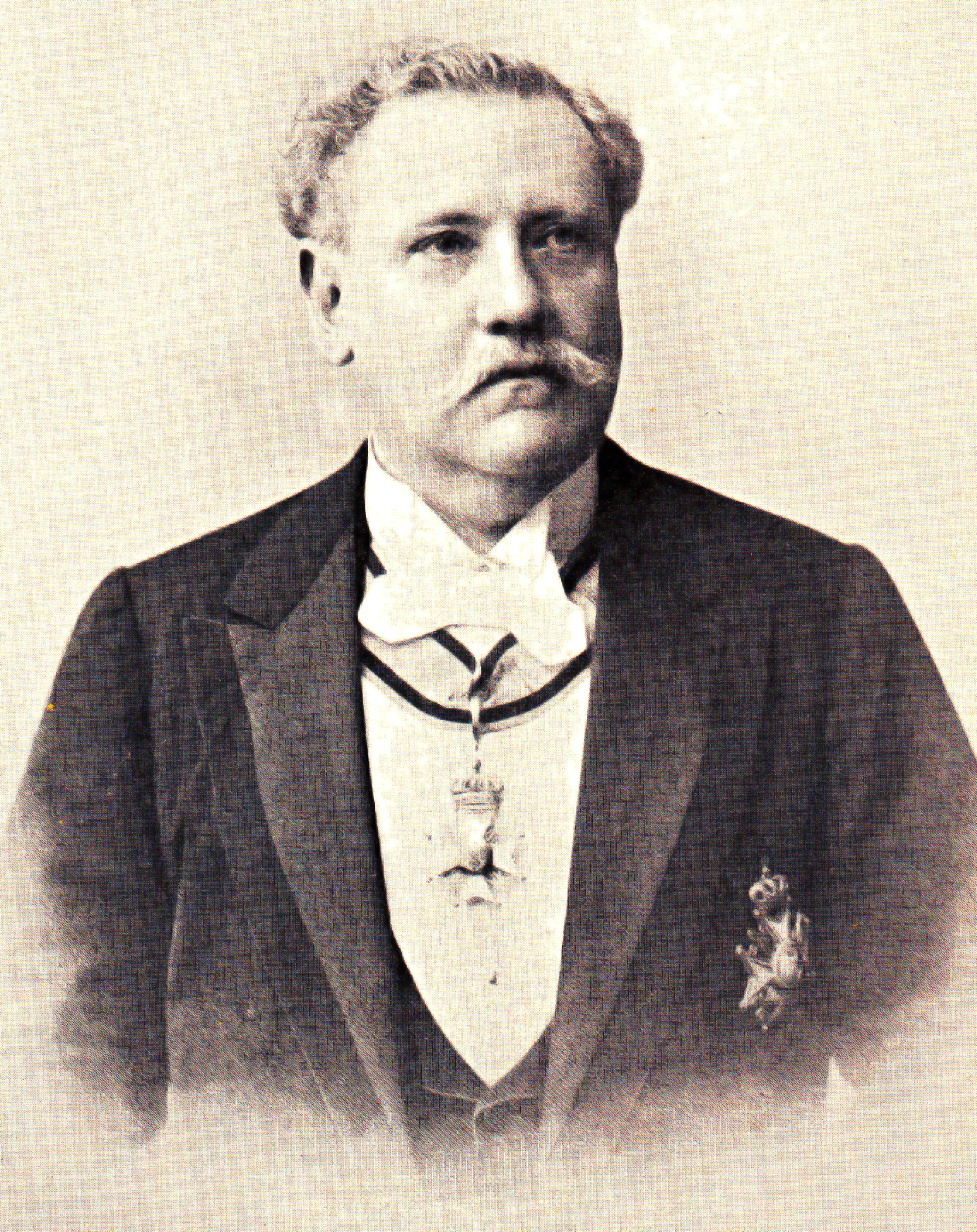
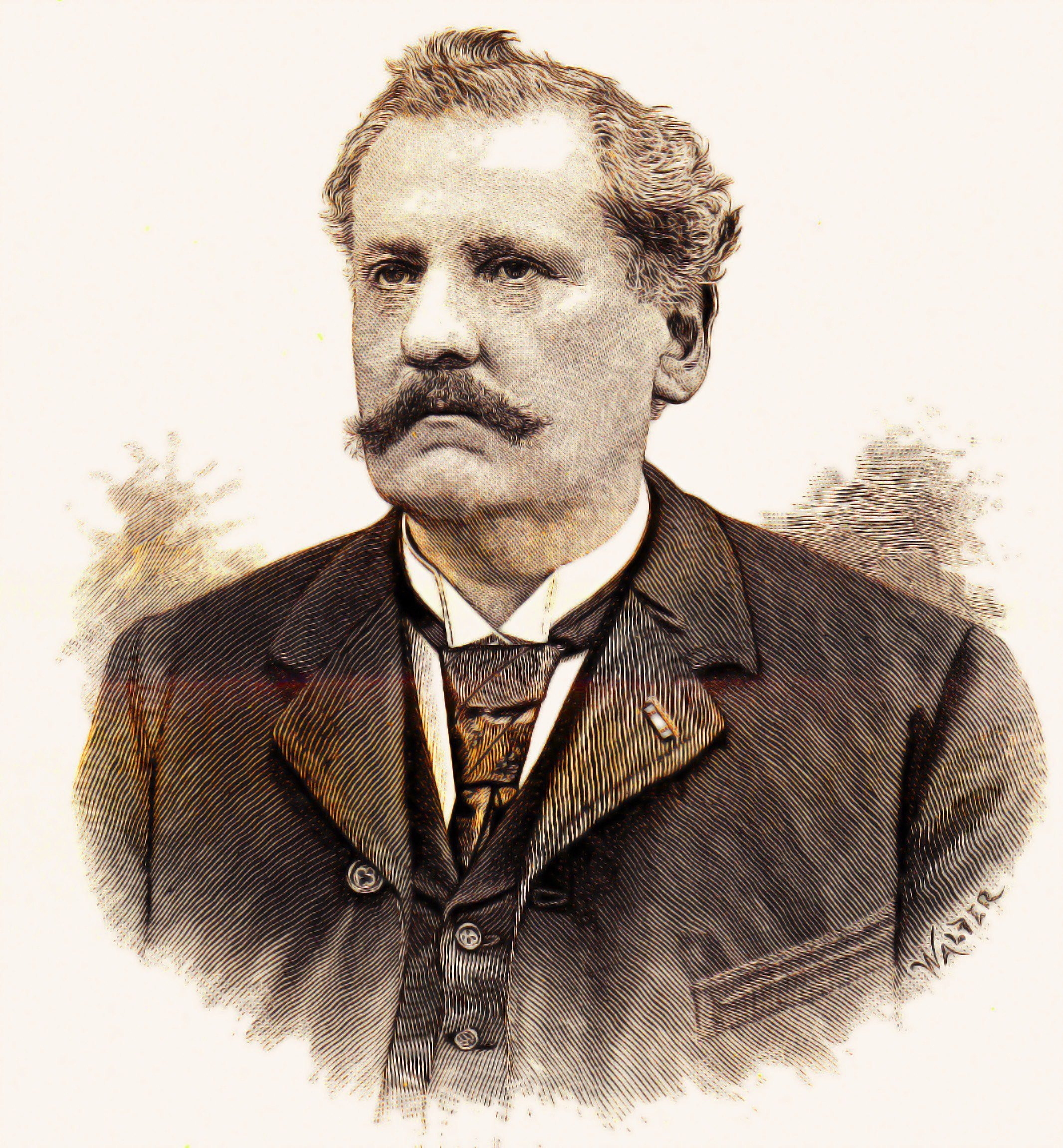

## Біографія
Карел Герман Аарт ван дер Вейк був сином Германа Костантина ван дер Вейка (1815–1889), члена Ради Індій і Маріанни Сюзанни Люсії де Кок ван Левен (1821–1912). Дитинство він прожив в Ост-Індії, навчався в Нідерландах, в гімназії міста Зютфен і в Королівській академії підготовки державних службовців Ост-Індії. Він повернувся до Батавії, де в 1864 році став чиновником Державного секретаріату. Просуваючись по адміністративній службі, ван дер Вейк в 1873 році став помічником резидента в Суракарті, а в 1876 році — в Бейтензорзі.
В 1880 році він був призначений резидентом Теґалу. На цій посаді йому вдалося врегульовувати конфлікти між виробниками і населенням щодо питної води. В 1884 році він був призначений резидентом в Сурабаї, а в 1888 році він вступив в Раду Індій. Наступного року він став віцепрезидентом Ради.
В 1893 році за поданням міністра колоній ван Дедема Карел Герман Аарт ван дер Вейк був призначений генерал-губернатором Голландської Ост-Індії. Він прийняв присягу 17 жовтня 1893 року.
В 1894 році за ініціативи ван дер Вейка голландський уряд втрутився в конфлікт на Ломбоці, де вирувала громадянська війна між правителями Балі і місцевим населенням. Перша спроба виявилась провальною: експедиційний корпус чисельністю 2500 солдат було розбито, шоста частина була вбита або потрапила в полон. Однак, завдяки швидким і рішучим крокам ван дер Вейка на острів було перекинуте підкріплення. За підсумками війни правляча балійська родина була скинута і острів перейшов під пряме управління уряду.
Ван дер Вейк вважав, що Нідерланди повинні передати функції утвердження бюджету уряду Ост-Індії. Крім того він поклав початок встановленню монопольного контролю уряду над виробництвом і продажем опіуму.
Після свого повернення до Нідерландів ван дер Вейк займав низку керівних посад в бізнесі, зокрема він був головою наглядової ради в Royal Dutch Shell з 1903 по 1913 роки. Він також був головою Гірничої ради, створеної в 1902 році і сенатором в Генеральних Штатах (1904). У вільний час ван дер Вейк займався генеалогією і випустив книгу Het Münsterse geslacht Van der Wijck (Гаага, 1911).
Карел Герман Аарт ван дер Вейк помер  8 липня 1914 в Барні.